# 로쉐 요새 함락

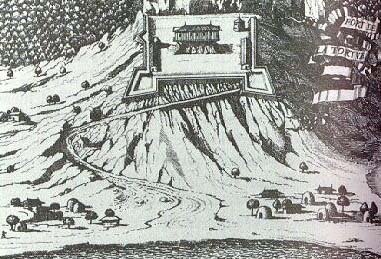
로쉐 요새 함락의 인그레이빙

로셰 요새 함락은 영국-에스파냐 전쟁이 한창인 1654년 2월 9일에 벌어진 사건이다. 하나의 공성포를 장비한 700명의 스페인 원정군은 토르투가의 해적 요세를 공격하여 330명의 해적들을 포함한 500명의 포로를 획득하고 거의 16000 레알 데 아 오초(real de a ocho)에 달하는 상품을 획득하였다. 스페인 군은 식민지의 대지를 태워버리고 그 거주자들을 학살하였으며 150명의 수비병을 두고 떠났다. 그들은 18개월동인 섬을 점유하였으나 윌리엄 펜(William Penn)과 로버트 베나블(Robert Venables) 휘하의 영국군 원정대가 접근하자 산토 도밍고의 총독 콩 데 페날바(Conde de Peñalva)의 명령에 따라 그를 구원하기 위해 포와 무기들을 숨겨둔채 요새에서 퇴각하였다.

## 발발 배경
정오 무렵 토르토가의 프랑스, 영국 출신 거주민들은 4척의 스페인 함선이 접근해오는 것을 발견했다. 1650년의 산토도밍고 데 로스 카발레로스(Santiago de los Caballeros), 1652년 8월에 자행된 쿠바의 항구인 생 후안 데 로스 헤메디오스(San Juan de los Remedios)에서 자행된 해적들의 약탈에 대한 반격으로 계획되었다. 결국 해적토벌군이 1653년 12월 카브리엘 데 로야스 이 피구에로아(Gabriel de Rojas y Figueroa)의 휘하 200명의 병사와 500명의 자원자를 포함한 원정군이 아일랜드 출신 변절자 존 머피의 인도를 받아 산토 도밍고의 요새를 나섰다. 이 에스파냐 소함대는 토르투가인들이 발견하기 전에 이미 몬테 크리스티(Monte Cristi) 근교에서 해적선 3척을 나포한 상황이었다.

## 요새 함락
에스파냐 함대는 해안 근처로 빠르게 접근해 내려가면서 해적선에 포격을 가하고는 해안에서 2, 3마일정도 더 멀리 내려갔다. 그러고는 몇백의 병력을 카요네(Cayonne)의 작은 마을에 상륙시킨 후 섬의 중심요새를 공략하기 위해 진군하였다. 2월 12일 밤 로야스(Rojas)는 내성의 뒤에 위치한 언덕 정상에 병력을 보내 전선을 형성하였고, 공성포를 설치하였다.
해적요새는 카옌(Cayenne)의 섬 해안가 대부분을 차지하는 암벽위에 능숙한 프랑스 기술자의 솜씨로 지어진 요새였다. 그러나 2월 18일 프랑스인들과 영국인들은 항복권고를 받았고 2일후에 슈발리에 데 포테나(Chavalier de Fontenay)는 항복을 결정하였고 결국 330명의 해적을 포함한 500명의 사람이 억류되어 포로가 되었다. 데 퐁테나(de Fontenay)와 티바우(Tibaut) 마르틴(Martin) 이 지휘하는 2척의 배를 탄 이들은 프랑스로 항해해 가는 것을 허락받았으나 두명의 지휘관은 인질로 억류되었다. 에스파냐 군은 요새와 해안포대에서 70문의 포를 노획하였고 세척의 함선과 프리킷, 그리고 8척의 작은 배를 전리품으로 얻었다. 이들 에스파냐 군은 아일랜드인 머피(Murphy)로 하여금 150명의 주둔군을 이끌고 요새를 지키게 하여 간신히 얻은 승리를 공고히 하고자 했다.

## 결과
산토 도밍고(Santo Domingo)로 실려간 죄수들은 에스파냐의 대규모 농장에서 노예가 되었다. 에스파냐군이 요새를 버렸을 것이라고 기대한 3척의 해적선이 8월에 귀환하였으나 이미 수비병이 배치되었다는 사실을 확인했을 뿐이었다. 그러나 영국군이 1654년 9월 13일 영국 군이 히스파니올라를 공격게 되자 에스파냐 총독은 레알 케둘라(real cédula)를 발행하여 요새를 포기하고 토르투가에서 퇴각할 것을 명했다. 이에 토르투가는 자메이카의 군사령관으로서 활동한 윌리엄 브라인(William Brayne) 대령으로부터 명령을 전달받은 엘리아스 와트(Elias Watts) 휘하의 영국인과 프랑스 인으로 구성된 친입자들에게 의해 탈환되었고 와트는 토르투가의 사실상 총독으로서 활동하게 되었다.

## 참고도서
- David F. Marley. Wars of the Americas: A Chronology of Armed Conflict in the New World, 1492 to the Present ABC-CLIO (1998) ISBN 978-0-87436-837-6 C.h. Haring, H C.
- The Buccaneers in the West Indies in the XVII Century, 1st ed edition (1910) ASIN B00085QNQM
- Konstam, Augus. Scourge of the Seas: Buccaneers, Pirates & Privateers, (General Military) Piracy: the complete history
- Konstam, Augus. Piracy: the complete history Osprey Publishing; First Edition edition (August 19, 2008) ISBN 978-1-84603-240-0
- Sean, Harvey. The Rough Guide to Dominican Republic, Rough Guides publishing (2000) ISBN 978-1-85828-446-0